# Pałac w Lasowie
Pałac w Lasowie – zabytkowy pałac w Lasowie – wsi  w Polsce, w województwie dolnośląskim, w powiecie zgorzeleckim, w gminie Pieńsk. 

## Opis
Piętrowy pałac wybudowany w XVI w. na planie litery "L", kryty wysokim dachem czterospadowym. Jest dwuskrzydłowy, powstał w latach 90.  XVI w., przebudowany i rozbudowany w XVIII w. Zachował się renesansowy portal z półkoliście zwieńczonym wejściem i z drewnianymi drzwiami z kartuszami herbowymi rodziny Nostitz, znajdującymi się nad płatami drzwiowymi. Portal składa się z dwóch kolumn jońskich podtrzymujących fronton typu entrecoupé (przerywany). W przerwie płycina stylizowana również na portal, także zwieńczony przerywanym frontonem, ale z otworem drzwiowym wypełnionym kartuszami z herbami: rodziny von Nostitz (po lewej) i von Landskron (po prawej). Obiekt jest częścią zespołu pałacowego, w skład którego wchodzi park.

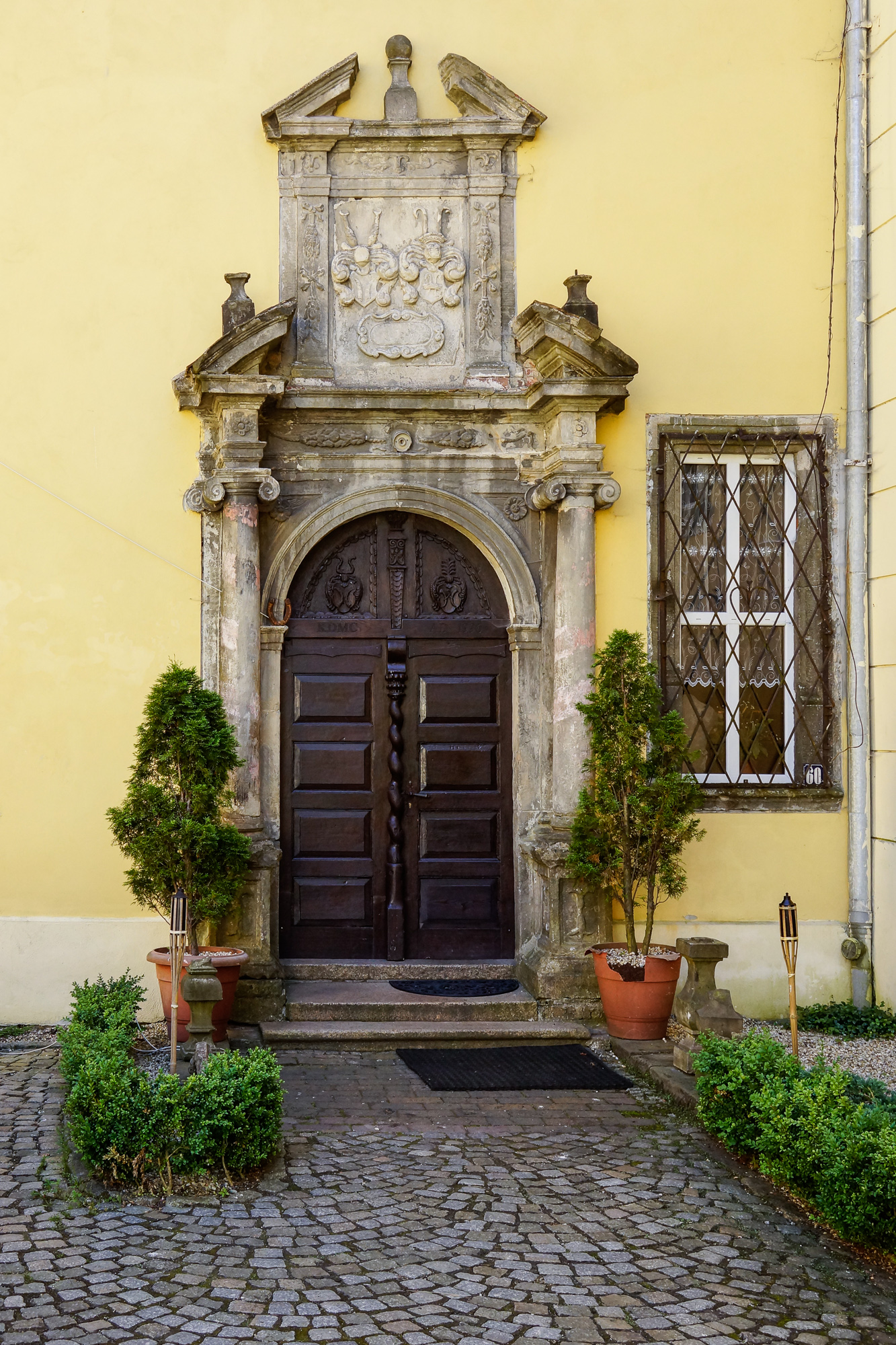
Portal z herbami
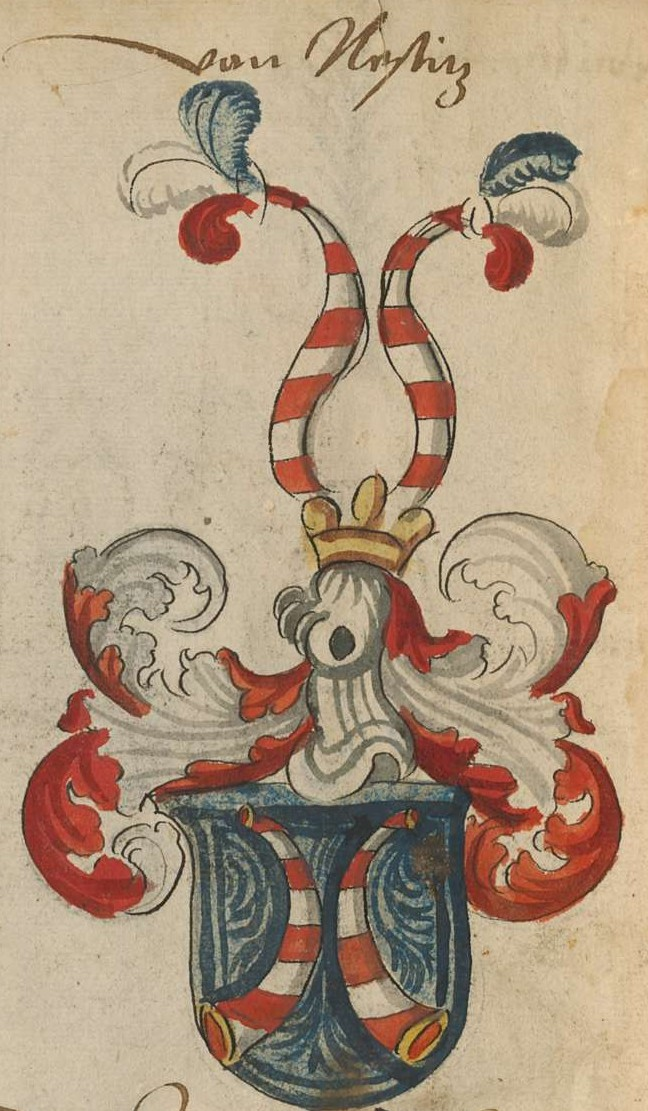
Herb von Nostitz
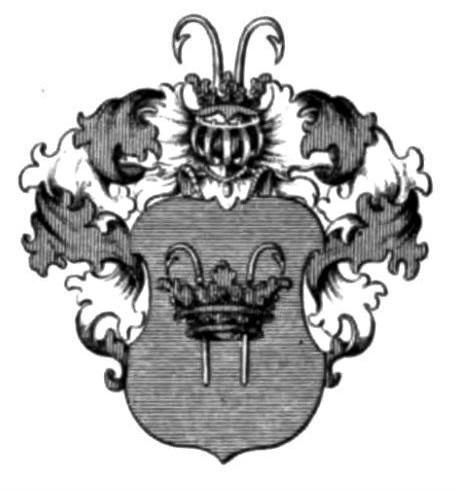
Herb von Landskron